# Asgeir Linberg
Asgeir Linberg (1968) è un ex sciatore alpino norvegese.

## Biografia
Linberg, specialista delle prove veloci, ottenne il primo piazzamento in Coppa del Mondo il 2 dicembre 1990 a Valloire in supergigante (12º); ai Mondiali di Morioka 1993, sua unica presenza iridata, si classificò 23º nella discesa libera. In Coppa del Mondo conquistò il miglior piazzamento il 21 gennaio 1995 a Wengen in discesa libera (7º) e prese per l'ultima volta il via il 5 febbraio 1996 a Garmisch-Partenkirchen in supergigante (49º); disputò la sua ultima prova in carriera, una gara FIS, il giorno dopo nelle medesime località e specialità. Non prese parte a rassegne olimpiche.

## Palmarès

### Coppa del Mondo
- Miglior piazzamento in classifica generale: 65º nel 1995

### Campionati norvegesi
- 3 medaglie (dati dalla stagione 1989-1990):
  -  1 argento (discesa libera nel 1990)
  -  2 bronzi (supergigante nel 1993; discesa libera nel 1994)[senza fonte]